# مرادقلی (دیواندره)
مرادقلی (دیواندره)، روستایی از توابع بخش مرکزی شهرستان دیواندره در استان کردستان ایران است.
موقعیت: این روستا  در فاصله ۵۰کیلومتری شهر دیواندره و فاصله ۵۶کیلومتری شهر تکاب و فاصله ۵۰کیلومتری شهر بیجار از شمال با روستاهای سراب قره خان و پنجه علیا - از جنوب با روستای قشلاق سفید - از شرق با روستای پنجه سفلی و از غرب با روستای جقلو همسایه است‌ .
امکانات روستا: جاده شوسه، برق، گاز، آب شرب، مدرسه ابتدایی، تلفن(دکل ایرانسل) ، مسجد، طرح هادی،فاضلاب
شغل مردم : کشاورزی و دامپروری، سطح زیر کشت روستا حدود ۳۰۰۰هکتار اراضی دیم می باشد ،  
عمده محصولات تولیدی روستا: 
گندم،جو،نخود و یونجه می باشد . 
شخصیت های نامدار روستا:
مرحوم سیدفتح الله قریشی، مرحوم شاه کرم کرمی، مرحوم میرزا علی خدایاری، مرحوم درویش ابراهیم  کارگر ، مرحوم حاج عبدالکریم فلاحی، مرحوم کدخدا جلال کریمی ،مرحوم علی گوران مرحوم ملاشریف مرادی،مرحوم حاج بهروز سوسنی، مرحوم عارف‌ علیمحمدی و...بودند
کوههای معروف روستا؛
کانی کبود، سماور، بیژنگه سره، گرینال
چشمه های معروف روستا: کانی ملا، کانی اولگنجه، کانی تال، کانی سورکه
شخصیت های فرهنگی و تاثیر گذار روستا: 
سیدخالد قریشی، حبیب الله سوسنی، قربانعلی فلاحی، ناصرخدایاری، مرحوم ایوب حق نژاد(گلی چبدره)، هوشنگ خدایاری، سیدحامدقریشی، دکتر شاهو کرمی ، مرحوم سیدزاهد قریشی، محمد عظیمی (فرزند مرحوم حاج سعید) ، سیدامید هاشمی نسب(بخشدار سابق بخش کرفتو و بخشدار فعلی بخش مرکزی دیواندره) ، شافع کرمی ، فرزاد علیمحمدی، ناصر منصوری و ... 
دکتر شاهو کرمی مولف و محقق نامدار کردستانی از مشاهیر این روستا می باشد، ایشان تاکنون ۳ جلد کتاب تألیف و ترجمه نموده است و بیش از ۵۰ مقاله در مجلات خارجی، داخلی و کنفرانس های بین المللی و ملی ارائه نموده است.
شهدای روستا:  
شهید فریدون عسکری فرزند مرحوم توفیق 
شهید رمضان الله مرادی فرزندمرحوم عباس

## جمعیت
این روستا در دهستان قراتوره قرار دارد و براساس سرشماری مرکز آمار ایران در سال ۱۳۸۵، جمعیت آن ۱۸۹ نفر (۴۳خانوار) بوده‌است.
در سال ۱۳۹۰به ۲۱خانوار و ۹۶نفر کاهش یافت و متاسفانه این روند کاهشی جمعیت روستا همچنان ادامه یافت تا جایی که جمعیت روستا در سال ۱۳۹۵به ۱۸خانوار و ۶۳نفر تقلیل یافت 
هم اکنون روند افزایش جمعیت بدلایل مختلف (اقتصادی، اجتماعی و...) و مهاجرت معکوس به روستا آغاز شده ودرحال حاضر ۲۳خانوار باجمعیت ۱۰۳نفر درروستازندگی می کنند . 